# Johann Adam Steinmetz
Johan Adam Steinmetz (Groß-Kniegnitz il cui nome attuale è Księginice Wielkie, 24 settembre 1689 – Prester, 10 luglio 1762) è stato un teologo tedesco.
Pietista, svolse le funzioni di parroco a Töpliwoda e a Teschen, città nella quale fondò un orfanotrofio. Si ispirò direttamente alla predicazione di Johann Arndt per formare una comunità di moraviani a Teschen, ma fu cacciato quasi a forza dai luterani.
Dopo un periodo di quiete fu nominato abate di Bergen e sovrintendente di Magdeburgo. Benefattore, fondò una scuola gratuita per bambini non abbienti e un istituto magistrale.